# Kupa na Sŭvet·skata armiya 1970-1971
La Coppa dell'Esercito sovietico 1970-1971 è stata la 26ª edizione di questo trofeo, e la 31ª in generale di una coppa nazionale bulgara di calcio, iniziata il 16 dicembre 1970 e terminata il 25 agosto 1971.  Il Levski Sofia ha vinto il trofeo per l'undicesima volta.

## Primo turno
| Squadra 1            | Risultato       | Squadra 2        |
| -------------------- | --------------- | ---------------- |
| 16 dicembre 1970     |                 |                  |
| Akademik Sofia       | 2 – 1           | Beroe            |
| Levski Sofia         | 1 – 0           | Minjor Pernik    |
| Rodopa Smoljan       | 0 – 3           | CSKA Sofia       |
| FK Etăr              | 2 – 2 (7-6 dtr) | Slivniški Geroj  |
| Lokomotiv Plovdiv    | 3 – 0           | Dobrudža         |
| Spartak Pleven       | 1 – 0           | Ludogorec        |
| Botev Vraca          | 4 – 2           | Lokomotiv Mezdra |
| Černolomec Popovo    | 1 – 7           | Marek Dupnica    |
| Dunav Ruse           | 2 – 0           | Dimitrovgrad     |
| Dorostol Silistra    | 0 – 1           | Černo More Varna |
| Jantra Gabrovo       | 4 – 0           | Šumen            |
| Spartak Varna        | 3 – 0           | Marica Plovdiv   |
| Akademic Svištov     | 1 – 0           | Slavia Sofia     |
| Velbažd              | 0 – 1           | Botev Plovdiv    |
| Bdin                 | 2 – 0           | Tundzha Yambol   |
| FK Černomorec Burgas | 3 – 1           | SC Sevlievo      |

## Fase a gironi
Le gare si sono svolte tra il 20 e il 28 febbraio 1971.

### Gruppo 1
| Squadra        | Pt | G | V | N | P | GF | GS | DG |
| -------------- | -- | - | - | - | - | -- | -- | -- |
| Jantra Gabrovo | 5  | 3 | 2 | 1 | 0 | 4  | 1  | +3 |
| Levski Sofia   | 4  | 3 | 2 | 0 | 1 | 5  | 1  | +4 |
| Dunav Ruse     | 3  | 3 | 1 | 1 | 1 | 4  | 6  | -2 |
| Bdin           | 0  | 0 | 0 | 3 | 3 | 2  | 7  | -5 |

| Squadra 1      | Risultato   | Squadra 2    |
| 1ª giornata    | 1ª giornata | 1ª giornata  |
| -------------- | ----------- | ------------ |
| Levski Sofia   | 3 - 0       | Dunav Ruse   |
| Jantra Gabrovo | 2 - 0       | Bdin         |
| 2ª giornata    |             |              |
| Levski Sofia   | 2 - 0       | Bdin         |
| Jantra Gabrovo | 1 - 1       | Dunav Ruse   |
| 3ª giornata    |             |              |
| Jantra Gabrovo | 1 - 0       | Levski Sofia |
| Dunav Ruse     | 3 - 2       | Bdin         |

### Gruppo 2
| Squadra          | Pt | G | V | N | P | GF | GS | DG |
| ---------------- | -- | - | - | - | - | -- | -- | -- |
| Marek Dupnica    | 5  | 3 | 2 | 1 | 0 | 4  | 1  | +3 |
| Spartak Pleven   | 4  | 3 | 1 | 2 | 0 | 4  | 1  | +3 |
| Akademik Sofia   | 3  | 3 | 1 | 1 | 1 | 1  | 1  | 0  |
| Černo More Varna | 0  | 3 | 0 | 0 | 3 | 0  | 6  | -6 |

| Squadra 1      | Risultato   | Squadra 2        |
| 1ª giornata    | 1ª giornata | 1ª giornata      |
| -------------- | ----------- | ---------------- |
| Spartak Pleven | 3 - 0       | Černo More Varna |
| Marek Dupnica  | 1 - 0       | Akademik Sofia   |
| 2ª giornata    |             |                  |
| Marek Dupnica  | 1 - 1       | Spartak Pleven   |
| Akademik Sofia | 1 - 0       | Černo More Varna |
| 3ª giornata    |             |                  |
| Spartak Pleven | 0 - 0       | Akademik Sofia   |
| Marek Dupnica  | 2 - 0       | Černo More Varna |

### Gruppo 3
| Squadra              | Pt | G | V | N | P | GF | GS | DG |
| -------------------- | -- | - | - | - | - | -- | -- | -- |
| CSKA Sofia           | 5  | 3 | 2 | 1 | 0 | 8  | 2  | +6 |
| Lokomotiv Plovdiv    | 4  | 3 | 1 | 2 | 0 | 8  | 1  | +7 |
| FK Černomorec Burgas | 2  | 3 | 1 | 0 | 2 | 3  | 12 | -9 |
| Spartak Varna        | 1  | 3 | 0 | 1 | 2 | 4  | 7  | -4 |

| Squadra 1            | Risultato   | Squadra 2            |
| 1ª giornata          | 1ª giornata | 1ª giornata          |
| -------------------- | ----------- | -------------------- |
| CSKA Sofia           | 0 - 0       | Lokomotiv Plovdiv    |
| FK Černomorec Burgas | 2 - 1       | Spartak Varna        |
| 2ª giornata          |             |                      |
| CSKA Sofia           | 4 - 1       | Spartak Varna        |
| Lokomotiv Plovdiv    | 7 - 0       | FK Černomorec Burgas |
| 3ª giornata          |             |                      |
| CSKA Sofia           | 4 - 1       | FK Černomorec Burgas |
| Lokomotiv Plovdiv    | 1 - 1       | Spartak Varna        |

### Gruppo 4
| Squadra          | Pt | G | V | N | P | GF | GS | DG |
| ---------------- | -- | - | - | - | - | -- | -- | -- |
| Botev Plovdiv    | 5  | 3 | 2 | 1 | 0 | 6  | 3  | +3 |
| Botev Vraca      | 4  | 3 | 1 | 2 | 0 | 3  | 2  | +1 |
| FK Etăr          | 3  | 3 | 1 | 1 | 1 | 3  | 2  | +1 |
| Akademic Svištov | 0  | 3 | 0 | 0 | 3 | 2  | 7  | -5 |

| Squadra 1     | Risultato   | Squadra 2        |
| 1ª giornata   | 1ª giornata | 1ª giornata      |
| ------------- | ----------- | ---------------- |
| Botev Vraca   | 1 - 0       | Akademic Svištov |
| Botev Plovdiv | 1 - 0       | FK Etăr          |
| 2ª giornata   |             |                  |
| FK Etăr       | 1 - 1       | Botev Vraca      |
| Botev Plovdiv | 4 - 2       | Akademic Svištov |
| 3ª giornata   |             |                  |
| Botev Vraca   | 1 - 1       | Botev Plovdiv    |
| FK Etăr       | 2 - 0       | Akademic Svištov |

## Quarti di finale
| Squadra 1         | Risultato       | Squadra 2      |
| ----------------- | --------------- | -------------- |
| 14 aprile 1971    |                 |                |
| Lokomotiv Plovdiv | 3 – 2           | Jantra Gabrovo |
| Levski Sofia      | 2 – 2 (5-4 dtr) | CSKA Sofia     |
| Marek Dupnica     | 3 – 0           | Botev Vraca    |
| Spartak Pleven    | 1 – 1 (6-5 dtr) | Botev Plovdiv  |

## Semifinali
| Squadra 1         | Risultato | Squadra 2      |
| ----------------- | --------- | -------------- |
| 16 giugno 1971    |           |                |
| Levski Sofia      | 5 – 0     | Marek Dupnica  |
| Lokomotiv Plovdiv | 3 – 0     | Spartak Pleven |

## Finale
| Arbitro: | Atanas Mateev |

|                                          |           |  |
| Cvetkov 8’ Y. Kirilov 36’ P. Kirilov 38’ | Marcatori |  |